# Astilleros Nereo
La Carpintería de Ribera de Astilleros Nereo, sita en el barrio de Pedregalejo de Málaga (España), está incoada desde 2005 para ser inscrita con carácter genérico en el Catálogo General del Patrimonio Histórico Andaluz, como actividad de interés etnológico.

## Historia
La Carpintería de Ribera hunde sus orígenes en la antigüedad, y está dedicada a la construcción y reparación de barcos. De su producción destaca la jábega, la embarcación pesquera malagueña por antonomasia, en la que, algunos autores, ven un origen fenicio y cuya significación para Málaga va más allá de su imbricación en su economía tradicional deviniendo en uno de sus símbolos más identitarios. El original y actual edificio, salvo las modificaciones posteriores realizadas por el actual propietario, fue edificado en la segunda mitad de los años cincuenta del siglo XX, siendo el carpintero Juan Crossa de Médicis su promotor ("El Palo, la pesca, industria y gente" de José A. Barberá Fernández, ediciones del Genal, 2019, Málaga), bajo el nombre de Astilleros Nuestra Señora del Carmen, empresa que trasladó sus instalaciones a esta parcela, procedente de la playa de San Andrés, en la margen derecha de la desembocadura del río Guadalmedina. La ubicación actual ocupa el antiguo terreno de juego donde el Club Deportivo Malacitano disputaba sus encuentros. El astillero que bajo la misma denominación, comenzó su labor artesana a finales del siglo XIX de la mano de Rafael Crossa Flores, padre del anterior. Si bien es cierto, que Nereo ha mantenido viva la llama de esta labor artesana hasta nuestros días, gracias a la familia Sánchez Guitard.
En 2008 se anunció que los Astilleros Nereos construirían una réplica del bergantín "Galveztown" utilizado por el malagueño Bernardo de Gálvez en la Guerra de la Independencia de Estados Unidos, con el apoyo del Instituto Marítimo de Texas y la Universidad de Connecticut.
En 2009 anunciaron la comercialización de la jábega malagueña en embarcaciones hinchables de juguete para mantener la tradición marinera de la provincia.

## Actividades
A sus valores históricos hay que sumar la escuela taller de sus instalaciones, que pretende transmitir los conocimientos de esta actividad tradicional, único modo de que no se pierda este Patrimonio para las generaciones futuras; la recuperación de otras embarcaciones de semejante raigambre malagueña, como la construcción y restauración de sardinales; y su apuesta por difundir esta actividad mediante la creación de un museo, en un futuro cercano. 

## Ámbito
Las instalaciones de Astilleros Nereo comprenden un ámbito, acotado por muros. El espacio público comprende una parte de la playa de Pedregalejo, a lo largo de la cual se desarrollan distintas actividades de mantenimiento y reparación de las embarcaciones. Los límites de dicho ámbito se configuran al norte con la calle Ferrari Blanco, continua con la intercesión del Callejón de Marina con el Paseo Marítimo El Pedregal, para seguir su trazado hasta llegar al Arroyo de los Pilones, con el que limita al este. Al oeste limita actualmente con la tapia que separa el Camping de los Baños del Carmen.